# El Quseir
El Quseir (Arabisch, القصير) is een 5000 jaar oude stad in Egypte, gelegen aan de Rode Zee. Haar antieke (Romeinse) naam was Leucus Limen. De naam van de stad kent een groot aantal verschillende schrijfwijzen in de westerse wereld, waarvan de volgende het vaakst voorkomen: Al Qusayr, El Quseir, Quseir, Quesir, Qusseir, Qosseir, en Kosseir
El Quseir bevindt zich 205 km ten zuiden van Hurghada, 103 km ten noorden van Marsa Alam en 73 km ten noorden van Marsa Alam International Airport. Haar bevolking was ongeveer 20.000 in het jaar 1986.
De stad wordt door de Egyptische overheid uitgebouwd tot een badplaats voor massatoerisme.

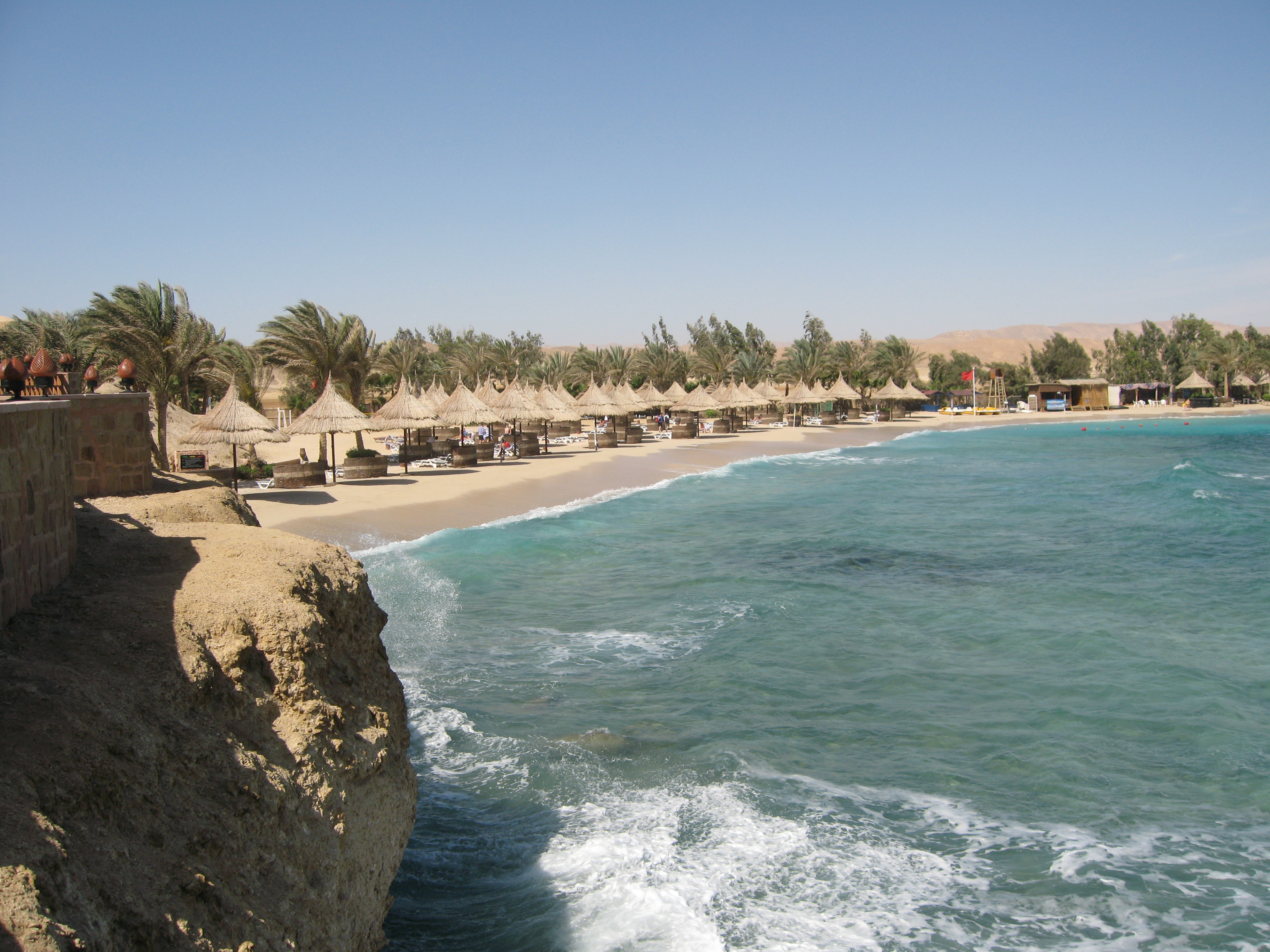
Strand in El Quseir